# Giuliano Urbani
Giuliano Urbani (ur. 9 czerwca 1937 w Perugii) – włoski polityk, politolog, nauczyciel akademicki i publicysta, współzałożyciel Forza Italia, parlamentarzysta, w latach 1994–1995 minister ds. administracji publicznej i stosunków regionalnych, od 2001 do 2005 minister kultury.

## Życiorys
Absolwent nauk politycznych na Uniwersytecie Turyńskim, gdzie kształcił się m.in. u Norberta Bobbio. Podjął pracę jako nauczyciel akademicki, był m.in. profesorem na Uniwersytecie Florenckim oraz Uniwersytecie Bocconi. Był również dyrektorem centrum badawczego Centro di Ricerca e Documentazione „Luigi Einaudi” w Turynie i członkiem komitetu naukowego Confindustrii. Jako publicysta współpracował z takimi gazetami jak La Stampa, „Corriere della Sera”, „Il Sole 24 Ore”, „il Giornale” i innymi.
Bliski współpracownik Silvia Berlusconiego, należał do założycieli ugrupowania Forza Italia. W 1994, 1996 i 2001 z jego ramienia uzyskiwał mandat posła do Izby Deputowanych XII, XIII i XIV kadencji, w której zasiadał do 2006.
Od 10 maja 1994 do 17 stycznia 1995 był ministrem ds. administracji publicznej i stosunków regionalnych w pierwszym rządzie Silvia Berlusconiego. Od 11 czerwca 2001 do 23 kwietnia 2005 w drugim gabinecie tegoż premiera sprawował urząd ministra kultury.
Odznaczony Orderem Zasługi Republiki Włoskiej I klasy (2005).